# Goodenia psammophila
Goodenia psammophila är en tvåhjärtbladig växtart. Goodenia psammophila ingår i släktet Goodenia och familjen Goodeniaceae.

## Underarter
Arten delas in i följande underarter:
- G. p. hiddinsiana
- G. p. psammophila